# Millbrook (Alabama)
Millbrook ist eine Stadt im Elmore County und im Autauga County im US-Bundesstaat Alabama, USA. Das U.S. Census Bureau hat bei der Volkszählung 2020 eine Einwohnerzahl von 16.564 ermittelt.

## Geographie
Millbrooks geographische Koordinaten sind 32° 30′ N, 86° 22′ W.
Nach den Angaben des United States Census Bureaus hat die Stadt eine Fläche von 33,9 km², wovon 33,2 km² auf Land und 0,78 km² (1,75 %) auf Gewässer entfallen.

## Geschichte

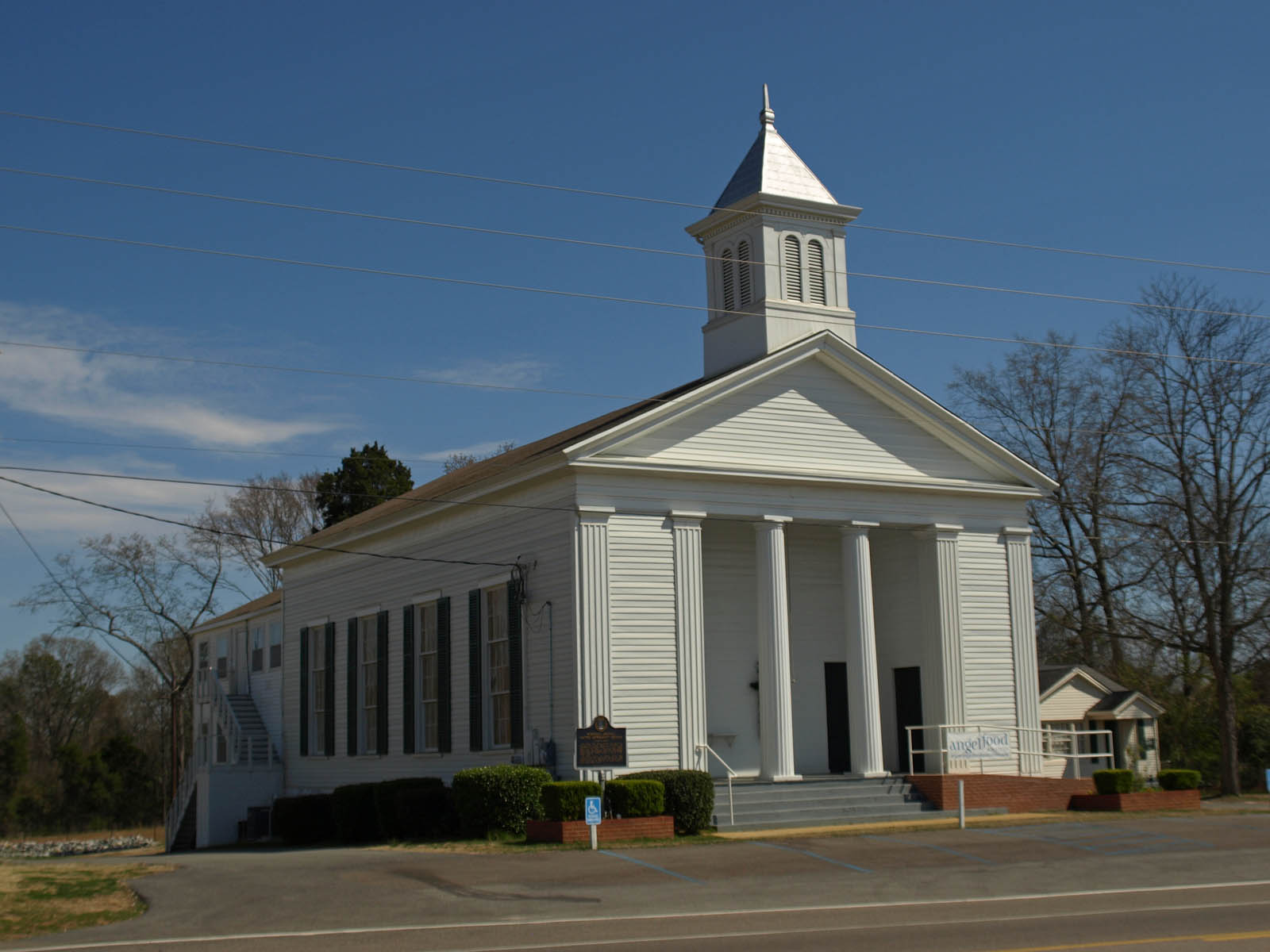
Robinson Springs United Methodist Church (2010)

Zwei Bauwerke in Millbrook und der näheren Umgebung sind im National Register of Historic Places eingetragen (Stand 13. November 2019), darunter die Robinson Springs United Methodist Church.

## Demographie
Zum Zeitpunkt des United States Census 2010 bewohnten Millbrook 14.640 Personen die Stadt. Die Bevölkerungsdichte betrug 441,2 Personen pro km². Es gab 5.996 Wohneinheiten, durchschnittlich 180,7 pro km². Die Bevölkerung Millbrooks bestand zu 74,2 % aus Weißen, 21,6 % Schwarzen oder African American, 0,4 % Native American, 0,8 % Asian, 0,05 % Pacific Islander, 1,0 % gaben an, anderen Rassen anzugehören und 2,0 % nannten zwei oder mehr Rassen. 2,8 % der Bevölkerung erklärten, Hispanos oder Latinos jeglicher Rasse zu sein.
Die Bewohner Millbrooks verteilten sich auf 5.446 Haushalte, von denen in 37,8 % Kinder unter 18 Jahren lebten. 55,3 % der Haushalte stellten Verheiratete, 4,6 % hatten einen männlichen Haushaltsvorstand ohne Ehefrau, 14,8 % hatten einen weiblichen Haushaltsvorstand ohne Ehemann und 25,3 % bildeten keine Familien. 21,3 % der Haushalte bestanden aus Einzelpersonen und in 6,1 % aller Haushalte lebte jemand im Alter von 65 Jahren und älter alleine. Die durchschnittliche Haushaltsgröße betrug 2,69 und die durchschnittliche Familiengröße 3,12 Personen.
Die Stadtbevölkerung verteilte sich auf 27,8 % unter 18-Jährige, 9,0 % 18–24-Jährige, 29,1 % 25–44-Jährige, 24,9 % 45–64-Jährige und 9,3 % im Alter von 65 Jahren und älter. Das Durchschnittsalter betrug 34,7 Jahre. Auf jeweils 100 Frauen entfielen 93,7 Männer. Bei den über 18-Jährigen entfielen auf 100 Frauen 87,3 Männer.
Das mittlere Haushaltseinkommen in Millbrook betrug im Jahr 2000 43.838 US-Dollar und das mittlere Familieneinkommen erreichte die Höhe von 47.004 US-Dollar. Das Durchschnittseinkommen der Männer betrug 34.893 US-Dollar, gegenüber 23.998 US-Dollar bei den Frauen. Das Pro-Kopf-Einkommen in Millbrook war 17.189 US-Dollar. 8,9 % der Bevölkerung und 7,4 % der Familien hatten ein Einkommen unterhalb der Armutsgrenze, davon waren 13,3 % der unter 18-Jährigen und 5,7 % der Altersgruppe 65 Jahre und älter betroffen.